# Tartuffe
Tartuffe je komedija koju je napisao Molière. Kao tipična plautovska komedija, sadrži pet činova, uvod, zaplet, kulminaciju i rasplet. Komedija je napisana 1664. godine i tada je ujedno i prikazana prvi put. Nažalost, Molière je imao problema s dobivanjem dopuštenja za odigravanje komedije isključivo zbog sadržaja same komedije. Sâm princ Condé nakon što je s kraljom odgledao Scaramouchea izjavio da publika ne prihvaća Molièreovu komediju iz razloga što njegova komedija ismijava gospodu što predstavlja najveći problem. Predstava je ipak izvedena i nastavljala se izvoditi, a sama riječ Tartuffe nakon ove komedije predstavlja hipokrita, tj. licemjera.

## Likovi
Gospođa Pernelle - Orgonova majka. Iako se ne pojavljuje često tijekom priče, zajedno s Orgonom pokušava uvjeriti ostale ukućane da je Tartuffe dobra osoba kojoj treba pomoći. Na kraju drame i ona shvaća što se desilo te zajedno s ostalim ukućanima pokušava riješiti problem.
Orgon - glava kuće. Predstavlja tipičnu naivnu vlastelu koju obični licemjeri kao što je Tartuffe mogu prevariti. Iako ga ostali ukućani pokušavaju uvjeriti da čini grešku, Orgon ne odustaje od svojih namjera i ne samo da zadržava Tartuffea kod sebe nego ga proglašava svojim baštinikom i predaje svu svoju imovinu na njegovo ime. 
Elmira - Orgonova žena koja se našla na meti Tartuffeove požude. Svjesna da ju Tartuffe želi, želi čak dokazati to svome mužu, a uspijeva tek kad navede Tartuffea da prizna svoje namjere dok se Orgon skriva ispod stola. 
Damis - sin Orgonov. Kroz čitavu dramu, isfrustriran je očevom naivnošću toliko da u određenim trenucima bijesni zbog čega ga kasnije Orgon želi istjerati iz kuće.
Marijana - Orgonova kći, Damisova sestra. Zaljubljena je u Valerija, a Orgon je želi udati za Tartuffea. Molière se i nije previše bazirao na njezinom liku iako su njezine zaruke predstavljale problem tijekom drame. 
Valerij - zaljubljen u Marijanu. Ne pojavljuje se često tijekom drame, ali je okarakteriziran kao pošten, inteligentan i hrabar mladić.
Cléante - Orgonov šurjak, tj. Elmirin brat. 
Dorina - Marijanina pratilica. Njezin lik, pored ostalih likova, je također veoma interesantan zbog Dorinine određene doze sarkazma i načina ismijavanja ostalih ukućana. Brine se o Marijani i također se protivi Tartuffeu. 
Tartuffe - hipokrit. Pojavljuje se tek u trećem činu. Orgonu se učinio kao pobožan, bijedan čovjek kojemu je trebala pomoć. Nakon što ga je Orgon prihvatio, Tartuffe iskorištava njegovu naivnost i okreće čitavu situaciju u svoju korist ne mareći što će zagorčati živote ostalih ukućana.
Flipota - služavka gospođe Pernelle.
Gospodin Loyal - sudski stražar. Molière se malo "poigrao" s njegovim imenom, ismijavajući njegovu lažnu lojalnost i odanost svojoj državi.

## Sadržaj djela
- 1. čin

Gospođa Pernelle svađa se s ostatkom ukućana oko Tartuffea. Svi je pokušavaju uvjeriti da je Tartuffe lažnjak koji je iskoristio njihovu naivnost, ali gospođa Pernelle ostaje pri svom i sinovom mišljenju da je to samo jedan pobožan čovjek kojemu treba pomoć. Njihova naivnost prelazi sve granice kad Orgon počinje dizati Tartuffea u nebesa, nazivajući ga svojim bratom, a Cléante, koji je već počeo biti sumnjiv oko Marijaninih predstojećih zaruka upozorava Orgona da se drži svoje riječi.
- 2. čin

Orgon se odluči da zaruči Tartuffea i Marijanu. Iako se još ne pojavljuje, pretpostavlja se da je Tartuffe pristao na to bez obzira na to što ga Marijana uopće ne zanima. Dorina se počne svađati s Orgonom, ismijavući i njega i njegovu naivnost na što se Orgon naljuti. Valerij govori Marijani da pristane na nove zaruke iako su oboje zaljubljeni jedno u drugo. Dorina prekida njihova ljubavna jadanja i počinje smišljati plan kako da razotkrije Tartuffea. 
- 3. čin

Dorina uspijeva osmisliti plan pri kojem bi Damis i ona trebali prisluškivati Elmiru i Tartuffea. Ispočetka, sve kreće dobro. Tartuffe priznaje Elmiri da ima osjećaje prema njoj, ali njegove riječi razljute Damisa koji izlazi bijesno i napada Tartuffea. Orgon se pojavljuje, a Tartuffe opet uspijeva iskoristiti naivnog Orgona koji se još više razljuti i tjera Damisa iz svoje kuće, a istovremeno čini potez zbog kojeg će kasnije požaliti - u naletu emocija, proglašava Tartuffea svojim baštinikom i predaje svu imovinu na njegovo ime. Tartuffe to prihvaća veoma skromno, znajući da su mu sada otvorene mogućnosti za manipuliranje svih obiteljskih sredstava. 
- 4. čin

Cléante pokušava uvjeriti Orgona da ne čini glupe stvari, ali Orgon i dalje vjeruje svojim osjećajima. Elmira ga uspijeva nagovoriti da se sakrije ispod stola dok ona i Tartuffe razgovaraju. Orgon na to pristaje misleći da neće čuti ništa pogrešno. Tartuffe dolazi i počinje pričati s Elmirom obasipajući je riječima požude. Elmira odugovlači, želeći izvući što više iz njega. Međutim, kad Tartuffe izjavi da će njihova veza moći funkcionirati jer je njezin muž obična naivčina, Orgon se razbjesni i napada Tartuffea. Tartuffe bijesno odlazi iz kuće upozoravajući ostale da će im se osvetiti. Orgon ostaje šokiran, a ujedno se javlja i novi problem. Tajni papiri koje je Orgonu dao njegov prijatelj Argas nestali su s Tartuffeom što Tartuffe može jako dobro iskoristiti. Osim toga, sva imovina nalazi se na njegovom imenu što zadaje još veće muke jadnom Orgonu.
- 5. čin

Gospođa Pernelle pokušava uvjeriti Orgona da je Tartuffe ipak dobar čovjek i da su oni pogriješili. Orgon se opet razljuti pokušavajući ju uvjeriti da je vidio sve svojim očima i da će Tartuffe iskoristiti sve protiv njih. Uskoro se pojavljuje Gospodin Loyal koji objavljuje ukućanima da se Tartuffe požalio i sudu i kralju i da se do sutra moraju iseliti iz kuće jer više ne pripada njima, na što se Gospođa Pernelle zgrozi. Kasnije dolazi Valerij koji govori Orgonu da mora pobjeći jer je Tartuffe preokrenuo čitavu situaciju protiv njih. Međutim, dolazi činovnik koji rješava čitavu dramu govoreći da su prepoznali Tartuffea i da je on već zadavao ljudima i prije problema, a da je kralj zanemario tajne dokumente koje je Orgonu proslijedio njegov prijatelj Argas. Komedija, naravno, završava povoljno i počinju pripreme za vjenčanje Valerija i Marijane.